# Высокопольский район

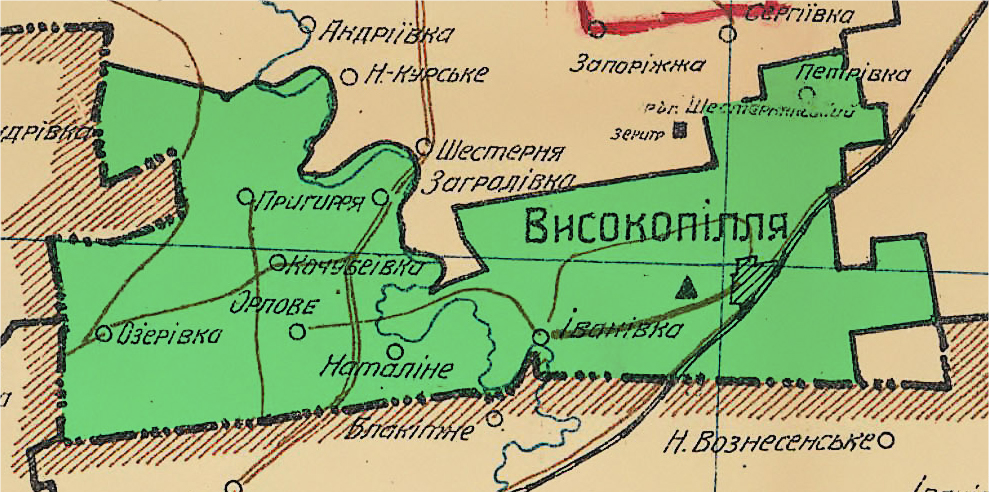
Высокопольский район в границах 1935 года

Высокопо́льский райо́н (укр. Високопільський район) — упразднённая административная единица Херсонской области Украины. Административный центр — посёлок городского типа Высокополье.

## История
Создан в марте 1946 года.
В 1962 году ликвидирован, территория вошла в Великоалександровский район.
В 1966 году восстановлен в первоначальных границах.
Ликвидирован в ходе административно-территориальной реформы, в соответствии с Постановлением Верховной Рады Украины от 17.07.2020 № 807-IX. Этим же постановлением населённые пункты района включены в состав Бериславского района. На территории районы были сформированы Высокопольская и Кочубеевская территориальные общины.